# Двама мъже извън града
„Двама мъже извън града“ е български телевизионен игрален филм (Криминално-приключенска драма, късометражен) от 1998 година на режисьора Людмил Тодоров, по сценарий на Владо Даверов и Людмил Тодоров. Оператор е Рали Ралчев. Музиката във филма е композирана от Оркестър „Карандила“.
Филмът е направен по едноименния разказ на Владо Даверов.

## Актьорски състав
| Роля           | Изпълнител        |
| -------------- | ----------------- |
| Дороси         | Любен Чаталов     |
| Майкъл         | Иван Бърнев       |
| старшията      | Красимир Доков    |
| мафиотския бос | Богдан Глишев     |
| Ангелина       | Мартина Шопова    |
|                | Петър Петров      |
|                | Валери Пеев       |
|                | Велин Цветанов    |
|                | Димитър Павлов    |
|                | Евгени Атанасов   |
|                | Иван Цанев        |
|                | Иво Стефанов      |
|                | Калоян Кунчев     |
|                | Кирил Радев       |
|                | Кръстю Тодоровски |
|                | Мирослав Данчев   |
|                | Христо Смилянов   |